# Linn LM-1

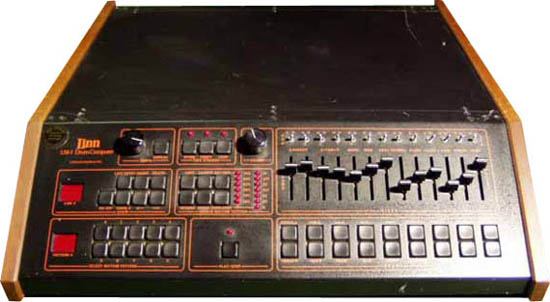
La Linn LM-1

La Linn LM-1 fu il primo modello di drum machine a fare uso di suoni campionati digitalmente. Creata da Roger Linn nel 1980, fu molto usata da un gran numero di musicisti degli anni '80, tra cui Frank Zappa, Prince, Michael Jackson, Jean-Michel Jarre, Madonna, The Human League, Peter Gabriel, Tangerine Dream, Rockets,
Kraftwerk, i Fleetwood Mac e Stevie Wonder.